# Belgische wetgevende verkiezingen 1859
Op dinsdag 14 juni 1859 werden wetgevende verkiezingen gehouden in België. 58 van de 116 volksvertegenwoordigers en 31 van de 58 werden herverkozen, namelijk die in de provincies Antwerpen, Brabant, Luxemburg, Namen en West-Vlaanderen.
Er vonden ook buitengewone verkiezingen plaats in de arrondissementen Charleroi, Luik en Bergen. Deze arrondissementen kregen immers (net als enkele andere arrondissementen in de provincies die sowieso herverkozen werden) zetels erbij wegens de bevolkingsaangroei. In totaal kwamen er acht zetels bij.
De liberalen verloren één zetel, terwijl de katholieken negen zetels wonnen.

## Uitslagen

### Ieper
In het arrondissement Ieper waren 1.509 kiezers aanwezig:
- Senaat: Liberaal senator Jules Mazeman de Couthove werd gekozen met 1.444 stemmen.
- Kamer:
  - Liberaal Alphonse Vandenpeereboom werd herverkozen met 1.219 stemmen in de eerste ronde.
  - Katholiek Charles-Louis Van Renynghe herverkozen in de tweede ronde.
  - De liberaal Léon de Florisone versloeg zittend katholiek Jules Malou in de tweede ronde.

### Veurne-Oostende
Albéric du Bus de Gisignies werd gekozen als senator voor Veurne-Oostende met 444 stemmen in Veurne en 713 stemmen op 735 in Oostende. Baron Herwyn kreeg 43 stemmen.
Katholiek Jules Desmedt werd gekozen als volksvertegenwoordiger voor Veurne met 498 stemmen op 617.

### Leuven
In Leuven kwamen 3.575 van de 4.028 ingeschreven kiezers opdagen (88,75%).
| Liberalen                              | Stemmen | Katholieken                       | Stemmen |
| -------------------------------------- | ------- | --------------------------------- | ------- |
| Eugène-Arnould Claes                   | 1658    | Edmond de la Coste                | 1893    |
| Goupy de Quabeeck (schepen in Betekom) | 1633    | Auguste d'Overschie de Neeryssche | 1882    |

| Liberalen                                         | Stemmen | Katholieken                   | Stemmen |
| ------------------------------------------------- | ------- | ----------------------------- | ------- |
| Jacques Delporte                                  | 1701    | Louis Landeloos               | 1857    |
| Charles de Luesemans                              | 1783    | François Van Dormael          | 1799    |
| Félix d'Udekem                                    | 1632    | Joseph-Adrien Beeckman        | 1811    |
| Jean-Henri Peeters-Lowet (burgemeester van Diest) | 1658    | Jean-Marie de Man d'Attenrode | 1874    |

## Betwisting
De verkiezing van de katholiek Joseph-Adrien Beeckman in het arrondissement Leuven werd betwist door de liberale meerderheid en leidde tot een parlementaire onderzoekscommissie in de Kamer van volksvertegenwoordigers. De verkiezing van de vier volksvertegenwoordigers werd geannuleerd. De twee senatoren namen ontslag. De stemming in Leuven vond opnieuw plaats op donderdag 19 januari 1860 en alle katholieke volksvertegenwoordigers en senatoren werden met een duidelijke meerderheid herkozen.

## Verkozenen
- Kamer van volksvertegenwoordigers (samenstelling 1857-1861)
- Samenstelling Belgische Senaat 1859-1863